# جابان، باکو
جابان (به لاتین: Dzhabar) یک منطقهٔ مسکونی در جمهوری آذربایجان است که در باکو واقع شده‌است.